# Parom
Parom (transbordador en rus) és un remolcador espacial que ha estat proposat per RKK Energia. El propòsit d'aquest vehicle és per reemplaçar la majoria dels components actius de la Progress. Les naus espacials Progress han volat en missions de reproveïment des de 1978. Nikolai Bryukhanov, dissenyador general adjunt de RKK Energia, va dir al maig de 2005 que l'Agència Espacial Federal havia rebut un disseny per a un nou sistema espacial. Segons ell, el principi de funcionament del sistema és completament diferent de la utilitzada pel Progress. Un vehicle de llançament col·loca primer un remolcador a una interòrbita "reutilitzable" de Parom en una òrbita de 200 km. Atès que aquesta nau espacial no portarà cap enviament, els altres coets orbitaran contenidors de càrrega útil que s'acoblarà per la Parom. Aleshores el remolcador els lliurà a la ISS o un altre orbitador.
"Qualsevol vehicle de llançament rus o estranger pot orbitar aquests contenidors," va dir Bryukhanov. La mida del contenidor i la seva forma depenen de les característiques de càrrega útil. "Això pot ser un mòdul d'instrument hermètic o en un camió cisterna de combustible," va continuar el dissenyador general adjunt. "A més, la plataforma despresurizada que compta amb grans equips científics i sistemes auxiliars, és a dir, bateries solars que no es poden emmagatzemar dins del mòdul hermètic".
En el disseny, el Parom es construirà al voltant d'un pas de transferència pressuritzat amb ports d'acoblament a cada extrem: cada un d'aquests dos ports d'acoblament es pot utilitzar per acoblar amb el contenidor de càrrega, el Kliper, l'estació espacial o qualsevol altra nau espacial.
 Tindrà els seus propis motors, juntament amb les línies de transferència del propulsor per alimentar el combustible del contenidor de càrrega en els seus propis tancs o en el tanc de l'estació espacial o una altra nau espacial. També tindrà motors dimensionats per gestionar mòduls de càrrega de fins a 30 tones (al voltant de 60.000 lliures), el doble de la massa de les seccions de l'estació més gran dutes a òrbita a bord dels transbordadors espacials i coets de Proton.